# Chiroderma trinitatum
Chiroderma trinitatum — вид родини листконосові (Phyllostomidae), ссавець ряду лиликоподібні (Vespertilioniformes, seu Chiroptera).

## Середовище проживання
Країни поширення: Болівія, Бразилія, Колумбія, Еквадор, Французька Гвіана, Гаяна, Панама, Перу, Суринам, Тринідад і Тобаго, Венесуела. Зустрічається при низьких висотах нижче 1000 м. У Венесуелі він віддає перевагу вологим місцям проживання і вічнозеленим тропічним лісам і зустрічається на відкритих майданчиках. Типовий зразок з Тринідаду був спійманий в добре освітленій печері.  

## Звички
Мало що відомо про його природну історію. Вважається, переважно плодоїдний. Найбільш активний після півночі.

## Загрози та охорона
Є втрата середовища існування в деяких частинах ареалу, хоча це не є серйозною загрозою. Зустрічаються в природоохоронних районах.